# Malé Ludince
Malé Ludince és un poble i municipi d'Eslovàquia que es troba a la regió de Nitra, al sud-oest del país. El 2011 tenia 183 habitants.

## Història
La primera menció escrita de la vila es remunta al 1293.

## Demografia
| Godina             | 1994 | 2004   | 2014    | 2024   |
| ------------------ | ---- | ------ | ------- | ------ |
| Nombre de persones | 217  | 203    | 180     | 170    |
| Diferència         |      | −6,45% | −11,33% | −5,55% |

| Godina             | 2023 | 2024   |
| ------------------ | ---- | ------ |
| Nombre de persones | 169  | 170    |
| Diferència         |      | +0,59% |